# Kazanska podzemna železnica
Kazanska podzemna železnica (rusko Каза́нское метро́; tatarsko Казан метросы) je sistem javne podzemne železnice, ki oskrbuje mesto Kazan v ruski avtonomni republiki Tatarstan. Trenutno ga sestavlja ena proga v dolžini 16,7 km z enajstimi postajami, odprta leta 2005, v dolgoročnem načrtu pa so še druge proge. S sistemom upravlja občinsko podjetje MetroElektroTrans (МетроЭлектроТранс). V letu 2018 je prepeljal 29 milijonov potnikov.
V začetku so na progi vozile kompozicije 81-553.3/554.3/555.3 »Kazan« s kapaciteto 250 potnikov, ki jih je zgradilo podjetje Vagonmaš iz Sankt Peterburga v sodelovanju s češkim podjetjem Škoda Dopravní technika. 11 vlakom te serije se je do januarja 2013 pridružilo še devet kompozicij serije 81-740.1/741.1 »Rusič« podjetja Metrovagonmaš iz Mističev s kapaciteto 350 potnikov, kakršni so bili že v uporabi tudi na podzemnih železnicah v Moskvi in Sofiji.

## Zgodovina
Sistem je bil načrtovan že v času Sovjetske zveze v začetku 1980. let, a je bil projekt ustavljen zaradi zloma sovjetskega gospodarstva leta 1986. Deset let kasneje je tatarstanska delegacija, ki jo je poslal predsednik Mintimer Šajmijev, uspela prepričati oblasti v Moskvi, da Kazan znova uvrstijo na delovni seznam ruskih mest, kjer bi bil smiseln projekt izgradnje podzemne železnice. Ko je takratni ruski predsednik Jelcin leta 1996 obiskal Kazan, so ga republiški pogajalci uspeli prepričati, da je obljubil pokroviteljstvo zvezne vlade. Tatarstan je nato znova zagnal projekt v ocenjeni vrednosti 58 milijard rubljev financiranja, kljub kritikam, da bi bilo zvezni denar bolje porabiti za nujnejše potrebe. Jelcinov naslednik Vladimir Putin je financiranje projekta vključil v zvezni program modernizacije mesta ob proslavi njegove 1000. obletnice (»Kazan Millenium«).
Kljub oviram – težavni geološki podlagi, tehnološkim, logističnim in finančnim zapletom – je bil prvi odsek v dolžini 7 km s petimi postajami odprt 27. avgusta 2005. Kasneje je bil večkrat podaljšan, med drugim konec leta 2010 do postaje Kozja svoboda, s čimer je povezal tudi del Kazana na drugi strani reke Kazanke.

## Postaje
- Aviastrotelnaja (Авиастроительная)
- Severni vokzal (Северный вокзал)
- Jašlek (Яшьлек)
- Kozja svoboda (Козья слобода)
- Kremljevskaja (Кремлёвская)
- Trg Tukaj (Площадь Тукая)
- Sukonaja svoboda (Суконная слобода)
- Ametijevo (Аметьево)
- Zunanjost postaje Ametijevo
- Gorki (Горки)
- Prospekt Pobedi (Проспект Победы)
- Dubravnaja (Дубравная)